# Free Nelson Mandela
Free Nelson Mandela is een single uit 1984 van Special AKA, een voortzetting van de Britse skaband The Specials. Het is geschreven door toetsenist/bandleider Jerry Dammers en was het laatste grote succes op diens 2 Tone-label (in Engeland goed voor de 9e plaats). In Zuid-Afrika werd het door het Afrikaans Nationaal Congres (ANC) als strijdlied omarmd.

## Geschiedenis

### Opname
Free Nelson Mandela begon in 1983 als een instrumentaal nummer. Dammers had op dat moment nog nooit gehoord van Nelson Mandela die destijds als Zuid-Afrikaans vrijheidsstrijder gevangen zat op Robbeneiland, maar dat veranderde op slag toen hij op 17 juli 1983 in Noord-Londen een anti-apartheidsconcert bezocht.
Het nummer werd als laatste opgenomen voor het budgetverslindende album In The Studio en werd ingezongen door Stan Campbell die ook de B-kant Break Down The Door voor zijn rekening nam. In tegenstelling tot de originele Specials wilde de bijeengeraapte Special AKA maar geen hechte groep worden, en toen Free Nelson Mandela in maart 1984 werd uitgebracht was Campbell na herhaalde dreigementen opgestapt, al deed hij nog wel mee aan het playback-optreden in Top of the Pops.
Special AKA heeft maar een keer live gespeeld, en wel in het muziekprogramma The Tube. Tijdens dit optreden klonk het stapelrijm "Are you so blind that you can not see, are you so deaf that you can not hear, are you so dumb that you can not speak?" bij monde van gelegenheidsproducer Elvis Costello, die ook het debuutalbum van de Specials had geproduceerd.

### Heruitgave en live-uitvoeringen
Ter gelegenheid van Mandela's 70e verjaardag (twee jaar voor diens vrijlating) en het bijbehorende concert verscheen in 1988 een nieuwe versie van de single met achtergrondzang van Costello, oud-Specials/Fun Boy Three-gitarist Lynval Golding en voormalig The Beat-zangers Dave Wakeling en Ranking Roger. Het werd uitgebracht op Tone Records, het label dat Dammers opzette nadat hij de rechten op 2 Tone afstond aan distributeur Chrysalis om van zijn torenhoge schulden af te komen. De Special AKA was toen allang opgeheven en dus werd er voor het genoemde concert een gelegenheidsband (Jerry & Friends) samengesteld waarvan alleen de zwaarbesnorde trompettist Dick Cuthell nog met de originele Specials heeft getoerd.
Op 27 juni 2008 werd het nummer ook gespeeld tijdens het Nelson Mandela 90th Birthday Tribute, een concert in Hyde Park ter gelegenheid van de 90e verjaardag van Mandela op 18 juli. Ditmaal was de leadzang van Amy Winehouse die in haar Back To Black-tournee een blokje skanummers had verwerkt. Zo nu en dan zong ze echter niet "Free Nelson Mandela", maar "Free Blakey, my fella", een verwijzing naar haar echtgenoot Blake Fielder-Civil, een voormalige drugsdealer die op dat moment gevangen zat wegens geweldpleging.
In 2010 werd Free Nelson Mandela door The New Statesman verkozen tot een van de twintig beste protestliederen.
Twee dagen na het overlijden van Mandela voert Dammers op 7 december 2013 voor Channel 4 met zijn Spatial AKA Orchestra een instrumentale versie van het lied Free Nelson Mandela uit. Enkele weken daarvoor werd Dammers geïnterviewd voor een item voor het tv-programma Top 2000 à Go-Go, uitgezonden op 31 december 2013.
In januari 2014 speelde Bruce Springsteen het met zijn E Street Band als openingsnummer van hun eerste concert in Zuid-Afrika.